# Lajes das Flores
Lajes das Flores és un municipi de l'illa de Flores (Açores). Es subdivideix en sis parròquies:
| Parròquia        | Població | Área      | Densitat | Altitud | Localització |
| ---------------- | -------- | --------- | -------- | ------- | ------------ |
| Fajã Grande      | 225      | 12,55 km² | 17,9/km² | -       | -            |
| Fajãzinha        | 105      | 6,21 km²  | 16,9/km² | -       | -            |
| Fazenda          | 278      | 9,43 km²  | 29,5/km² | -       | -            |
| Lajedo           | 107      | 15,9 km²  | 6,73/km² | -       | -            |
| Lajes das Flores | 540      | 18.45 km² | 29,3/km² | -       | -            |
| Lomba            | 197      | 10,02 km² | 19,7/km² | -       | -            |
| Mosteiro         | 50       | 6,2 km²   | 8,1/km²  | -       | -            |

| Població del municipi de Lajes das Flores (1849 – 2004) | Població del municipi de Lajes das Flores (1849 – 2004) | Població del municipi de Lajes das Flores (1849 – 2004) | Població del municipi de Lajes das Flores (1849 – 2004) | Població del municipi de Lajes das Flores (1849 – 2004) | Població del municipi de Lajes das Flores (1849 – 2004) | Població del municipi de Lajes das Flores (1849 – 2004) | Població del municipi de Lajes das Flores (1849 – 2004) |
| ------------------------------------------------------- | ------------------------------------------------------- | ------------------------------------------------------- | ------------------------------------------------------- | ------------------------------------------------------- | ------------------------------------------------------- | ------------------------------------------------------- | ------------------------------------------------------- |
| 1849                                                    | 1900                                                    | 1930                                                    | 1960                                                    | 1981                                                    | 1991                                                    | 2001                                                    | 2004                                                    |
| 5982                                                    | 4498                                                    | 3508                                                    | 3376                                                    | 1896                                                    | 1701                                                    | 1502                                                    | 1491                                                    |